# Carnock
Carnock är en by i Fife i Skottland. Byn är belägen 27,8 km 
från Edinburgh. Orten har 730 invånare (2016).